# نجد الدبية (القبيطة)

تعديل مصدري - تعديل

نجد الدبية هي إحدى قرى عزلة كرش بمديرية القبيطة التابعة لمحافظة لحج، بلغ تعداد سكانها 90 نسمة حسب تعداد اليمن لعام 2004.